# Papaya Bull
Papaya Bull es una serie brasileña de dibujos animados emitida en Nickelodeon y producida por Birdo Studio, quien trabajó en Cartoon Network y TV Cultura, con la colaboración de Boutique Filmes y Nickelodeon. La serie tiene un total de 13 episodios de 26 segmentos, misma que debutó el 2 de octubre de 2017 en Brasil a través de Nickelodeon Brasil, y finalizó el 31 de marzo de 2018. La serie además, fue transmitida por la señal de Nickelodeon Latinoamérica entre el 5 de mayo y el 28 de julio de 2018. 
La serie está inspirada en el folclore del estado de Santa Catarina, con personajes con nombres de playas del lugar, por ejemplo Florianópolis. La idea de utilizar el novillo de papaya como base para la historia fue de Ricardo Pérez y Rodrigo Eller.

## Sinopsis
La historia transcurre en la Isla de Papaya donde cada niño, al nacer, recibe un buey que será su mejor amigo y protector para toda la vida. Sin embargo, Cacupé no recibió un buey porque llegó misteriosamente a la isla. En cambio, acabó quedándose con Sócrates, un animal neurótico que había quedado sin dueño. En la serie la pareja desafía las costumbres de la Isla de Papaya. 

## Personajes
- Cacupé:  es el protagonista de la serie. Cacupé llegó misteriosamente a la isla siendo pequeño a bordo del "stand up paddle" de su padre, cuyo nombre es Hermano. Como primera frase, Cacupé pidió buey, él ya no tiene el acento portuñol de su padre (Hermano tiene acento Argentino). En el inicio, todos pensaban que la emoción de Cacupé era causada por su reciente llegada, pero los días pasaban y el chico continuaba cada vez más emocionado, porque obtuvo el buey que tanto quería, lo que le permitió participar activamente de todos los eventos de la ciudad, que gira en torno a la relación con estos bovinos. Así es Cacupé: un pequeño muy entusiasta con las pequeñas cosas de la vida.

- Sócrates: Cuando el buey Sócrates cayó del mamoeiro no había un bebé en un cesto esperando al otro lado de la laguna, como debería de ser. Entonces el buey nadó errantemente por allí, esperando que alguien apareciera. Aún con mucho miedo de todo y de todos, Sócrates salió de la laguna, hasta que Cacupé apareció en su camino. Sócrates intentó escapar a principio, pero su instinto natural de hacer par con un niño más fuerte. Al contrario de los otros bueyes, que solo mugen, Sócrates habla y es más, él no anda en cuatro patas, pues aprendió a andar en dos. Usa ropas de fino corte, que él mismo confeccionó. No come raciones como los otros bueyes, prefiere sentarse en la mesa y sabe utilizar todos los cubiertos con mucha etiqueta, así fue como se unió a Cacupé. Siguió su instinto sin pensar y cuando se dio cuenta, era demasiado tarde para deshacer lo que estaba hecho. Desde entonces, siempre que mira a un lado y ve allí a Cacupé todo sonriente, Sócrates se arrepiente de tener aquel instinto bovino que los unió.
- Guri - Por tener alergia al pelo de buey, Guri siempre vivió encerrado en su burbuja protectora para alejarlo de los rumiantes. Eso dificulta aún más que él conquiste su mayor objetivo en la vida: enamorarse. Eternamente enamorado de todas las niñas que cruzan su camino, Guri sólo desearía salir de aquella burbuja para poder tomarle la mano algún ser, del sexo opuesto y quedarse en el banco de la playa, mirando hacia la nada. Pero Guri a veces deja esta faceta de galán, principalmente cuando Cacupé propone algo divertido y bobo para que ellos hagan. O sea, el lado infantil de Guri vive en conflicto con su lado más adulto y conquistador. Otro problema que él enfrenta en sus relaciones es su propia burbuja. Cuando él respira dentro de ella, él sale rodando para atrás. Su remedio para alergia tiene un efecto colateral que no cae bien para quien vive dentro de una redoma: gases. Así, siempre que Guri suelta un gas, la burbuja flota un poco y él se divierte. Guri está siempre andando con Joaquina, su hermana, una niña aventurera y desastrada que está siempre envuelta en plástico de burbujas, y Cacupé, uno de sus mejores amigos.
- Joaquina - Para Joaquina, el mundo (o sea, la isla) es una arena de deportes radicales. Por eso, cualquier silbido, competición, olas de diez metros o montañas empinadas la atraen como un imán. Es muy distraída, vive en un universo propio con una lógica propia. Resultado: Joaquina es tan radical que está siempre cubierta, tropezando, cayendo, derrumbando. Pero los padres de Joaquina se preocupan al verla siempre en situaciones de peligro en los deportes radicales. Por eso, la enrollaron en un plástico de burbujas. Nada más natural: Joaquina es hermana de Guri, que vive dentro de una burbuja, y el sobrenombre de la familia es, sorpresa, Burbuja. Joaquina es apenas tratada por las otras niñas que no andan con ella a causa de su ropa de plástico. Joaquina prefiere andar con Guri y Cacupé. Cuando alguien se estresa (y este alguien casi siempre es Sócrates) normalmente va hasta Joaquina para explotar sus burbujas.
- Floriano - El genio, el Steve Jobs en el cuerpo de niño de la isla, Floriano es un científico e inventor. Por lo menos él dice que es así, a pesar de sus invenciones sean casi siempre inútiles. El hecho es que todo nuevo producto y avance tecnológico de la isla viene de la empresa de su familia, la Polybull. Pero aún con la importancia que él tiene en Papaya, Floriano es una figura medio solitaria. Él siempre quiere mantener distancia de los otros niños y de la isla, pero casi nunca consigue hacer eso. Floriano realmente cree que puede vivir solo, por eso él no tiene buey, y pero sí un Toro Mecánico que él construyó.
- Hermano - Padre de Cacupé. Este señor de 40 años tiene (en su idioma original) un pesado acento argentino al hablar "portuñol", parece un ratón de las playas cariocas. Contador por formación, se fijó en la isla hace poco tiempo y, a diferencia de la población local, rechazó el trabajo en el puente, abriendo su propio negocio: una barraca de "bien estar" en la playa, que en verdad no es de cosas saludables, pero sí son cosas que hacen bien como: caricias, pan caliente y elogios. Soñador y emprendedor, Hermano está siempre innovando en sus recetas de ostras, creyendo firmemente que su nueva invención será un éxito. ¿Cómo llegó a la isla? Ni él lo sabe. Acompañado de Cacupé, Hermano apareció desmayado en la playa, delirando debido a la insolación, al lado de una enorme tabla de "stand up paddle". ¿Un tsunami?.¿Un paseo en una ballena? Una abducción alienígena? Hermano no tiene certeza lo que lo trajo a la isla Papaya, pero calcula que él viene desde muy lejos porque la marca de sol en su barriga, con el formato de la tabla que él usaba aquel día, nunca más salió.[1]
- Ju y Rerê ambas son gemelas siamesas que nacieron juntas, pero una de sus uñas está de color amarillo y otra de rojo. Son el interés amoroso de Guri y Cacupé durante Bubble Date, a menudo ellas trabajan juntas dado a su unión pero ocasionalmente pelean por problemas diferenciales de la una a la otra.
- Ermitaño (Ermitão en portugués) el era un viejo decrépito, que de joven o niño había perdido a su buey Tadeo tras es una muerte eléctrica, afectando a su vida al igual que pasaría después con Dani, él fue el primero en encontrar y criar a Sócrates con tal de llenar el vacío que tuvo con Tadeo cosa que Sócrates no le gusto.
- Dani es una adolescente que frecuentemente anda enojada o estresada, ella durante su niñez tuvo un buey que incluso después de perderla en O Nao, se hizo un tatuaje sobre él. Sin embargo, esto afectó su vida y aunque intente superarlo falla dado a sus ataques de ira. También desea buscar dinero.

## Episodios
| Episodio | Segmento | Título original                      | Título en español                      | Estreno original        | Estreno en Latinoamérica |
| -------- | -------- | ------------------------------------ | -------------------------------------- | ----------------------- | ------------------------ |
| 1        | 1        | Ou Não                               | Oh no!                                 | 2 de octubre de 2017    | 5 de mayo de 2018        |
| 1        | 2        | Os caçadores da Bernúncia perdida    | Los cazadores de la Bernanía perdida   | 2 de octubre de 2017    | 5 de mayo de 2018        |
| 2        | 3        | Multigorra                           | Multigorra                             | 9 de octubre de 2017    | 12 de mayo de 2018       |
| 2        | 4        | Bubble date                          | Cita burbuja                           | 9 de octubre de 2017    | 12 de mayo de 2018       |
| 3        | 5        | Carrapatos me mordam                 | Las garrapatas me muerden              | 16 de octubre de 2017   | 19 de mayo de 2018       |
| 3        | 6        | Irruminação                          | Irruminación                           | 16 de octubre de 2017   | 19 de mayo de 2018       |
| 4        | 7        | Barrigón de aluguel                  | Barrigón de alquiler                   | 23 de octubre de 2017   | 26 de mayo de 2018       |
| 4        | 8        | Encanto da sereia                    | Encanto de sirena                      | 23 de octubre de 2017   | 26 de mayo de 2018       |
| 5        | 9        | Lavando a alma                       | Lavando el alma                        | 30 de octubre de 2017   | 2 de junio de 2018       |
| 5        | 10       | Bolha Vs. Bolha                      | Burbuja Vs. Burbuja                    | 30 de octubre de 2017   | 2 de junio de 2018       |
| 6        | 11       | Cinco meias verdades sobre a mentira | Cinco medias verdades sobre la mentira | 6 de noviembre de 2017  | 9 de junio de 2018       |
| 6        | 12       | O Artista está presente              | El Artista está presente               | 6 de noviembre de 2017  | 9 de junio de 2018       |
| 7        | 13       | O Tempo não Para - Parte 1           | El tiempo no para - Parte 1            | 9 de diciembre de 2017  | 16 de junio de 2018      |
| 7        | 14       | O Tempo não Para - Parte 2           | El tiempo no para - Parte 2            | 9 de diciembre de 2017  | 16 de junio de 2018      |
| 8        | 15       | A Cigarra e o Boi                    | La cigarra y el buey                   | 16 de diciembre de 2017 | 23 de junio de 2018      |
| 8        | 16       | Problemas de Leitura                 | Problemas de lectura                   | 16 de diciembre de 2017 | 23 de junio de 2018      |
| 9        | 17       | Título no revelado                   | Título no revelado                     | 3 de marzo de 2018      | 30 de junio de 2018      |
| 9        | 18       | Título no revelado                   | Título no revelado                     | 3 de marzo de 2018      | 30 de junio de 2018      |
| 10       | 19       | Título no revelado                   | Título no revelado                     | 10 de marzo de 2018     | 7 de julio de 2018       |
| 10       | 20       | Título no revelado                   | Título no revelado                     | 10 de marzo de 2018     | 7 de julio de 2018       |
| 11       | 21       | Título no revelado                   | Título no revelado                     | 17 de marzo de 2018     | 14 de julio de 2018      |
| 11       | 22       | Título no revelado                   | Título no revelado                     | 17 de marzo de 2018     | 14 de julio de 2018      |
| 12       | 23       | Título no revelado                   | Título no revelado                     | 24 de marzo de 2018     | 21 de julio de 2018      |
| 12       | 24       | Título no revelado                   | Título no revelado                     | 24 de marzo de 2018     | 21 de julio de 2018      |
| 13       | 25       | Título no revelado                   | Título no revelado                     | 31 de marzo de 2018     | 28 de julio de 2018      |
| 13       | 26       | Título no revelado                   | Título no revelado                     | 31 de marzo de 2018     | 28 de julio de 2018      |